# Zakutînți, Bohuslav
Zakutînți (în ucraineană Закутинці) este un sat în comuna Poberejka din raionul Bohuslav, regiunea Kiev, Ucraina.

## Demografie
Componența lingvistică a localității Zakutînți
     Ucraineană (99,72%)
     Alte limbi (0,28%)
Conform recensământului din 2001, majoritatea populației localității Zakutînți era vorbitoare de ucraineană (99,72%), existând în minoritate și vorbitori de alte limbi.